# Distrito de Santa Cruz (Palpa)
El distrito de Santa Cruz es uno de los cinco que conforman la provincia de Palpa, ubicada en el departamento de Ica en el Perú. 

## Historia
Fue creado el 16 de enero de 1953 mediante Ley 11969, en el gobierno del Presidente Manuel A. Odría.

## Capital
Su capital es la ciudad de Santa Cruz, situada a 526 m s. n. m.

## Autoridades

### Municipales
- 2023 - 2026
  - Alcalde: Carlos Alberto Gutierrez Accho, de Alianza para el progreso
  - Regidores:
    1. Katherine del Rosario Peñaran Janampa (Alianza para el progreso)
    2. Omar Huarcaya Quispe (Alianza para el progreso)
    3. Flor Palomino Valencia (Alianza para el progreso)
    4. José Luis Rosales Reyes (Alianza para el progreso)
    5. Julia Santos Contreras Gutierrez (Acción Popular)
- 2019 - 2022[2]
  - Alcalde: Robert Teddy Palomino Matta, de Acción Popular.
  - Regidores:

  1. Gerardo Juan Medina Solar (Acción Popular)
  2. Henry Rufino Pizarro Vilca (Acción Popular)
  3. Brighet Elena Icomena Oscco (Acción Popular)
  4. Magali Georgina Huarcaya Quispe (Acción Popular)
  5. Juan Daniel Pacheco Palacios (Alianza para el Progreso)

Alcaldes anteriores
- 2015-2018:[3] Fermín Nicolás Quichica Quispe, (apodado “El Rey”), del Movimiento Regional Obras por la Modernidad. Fue muy querido por el pueblo, que lamentó su destitución. En su honor, se erigió una estatua en el centro de Santa Cruz. [4]
- 2011 - 2014:[5] José Martín Álvarez Pacheco, del Partido Regional de Integración (PRI).

## Festividades
- Fiesta de la Cruz.
- Virgen del Carmen.
- San Francisco.